# Provincia Orientale (Zambia)
La provincia Orientale (Eastern Province in inglese) è una provincia dello Zambia. Ha capitale Chipata. Nel territorio della provincia è compreso il South Luangwa National Park.

## Distretti
La provincia Orientale è suddivisa nei seguenti distretti:
| Distretto  | Superficie km² |
| ---------- | -------------- |
| Chadiza    | 1 600          |
| Chama      | 17 287         |
| Chasefu    | 2 930          |
| Chipangali | 2 681          |
| Chipata    | 1 684          |
| Kasenengwa | 1 975          |
| Katete     | 2 471          |
| Lumezi     | 9 815          |
| Lundazi    | 1 379          |
| Lusangazi  | 3 688          |
| Mambwe     | 5 746          |
| Nyimba     | 10 556         |
| Petauke    | 3 487          |
| Sinda      | 2 624          |
| Vubwi      | 946            |